# Ludwig Roebel
Ludwig Roebel (* 6. Mai 1878 in Kusel; † 7. April 1934 in Königsfeld im Schwarzwald) war ein deutscher Ingenieur und Erfinder.
Dank seiner Idee des Roebelstabs wurde es möglich, große Elektromotoren und Generatoren zu bauen und dadurch preiswert elektrischen Strom in nahezu beliebiger Menge herzustellen. Dies ebnete den Weg zum Durchbruch der elektrischen Energie im Haushalt und Gewerbe.
In Landau in der Pfalz besuchte Roebel das Gymnasium und studierte danach an der TH München. Anschließend arbeitete er von 1905 bis 1909 bei den Siemens-Schuckert-Werken als Elektroingenieur. Anschließend wechselte er zu Brown, Boveri & Cie. (BBC; Vorläufer von ABB und der Kraftwerkssparte von Alstom) ins Werk Käfertal nach Mannheim, damals das größte Werk von BBC in Deutschland, wo ihm dann die Erfindung des später nach ihm benannten Wicklungsstabes gelang, die den Bau von Generatoren und großen Elektromotoren revolutionierte. Mit dieser Technik wurde 1914 im Kraftwerk Elverlingsen (Elektromark, heute MarkE) die damals größte Turbogruppe der Welt mit einer Leistung von 20.000 Kilowatt in Betrieb genommen.

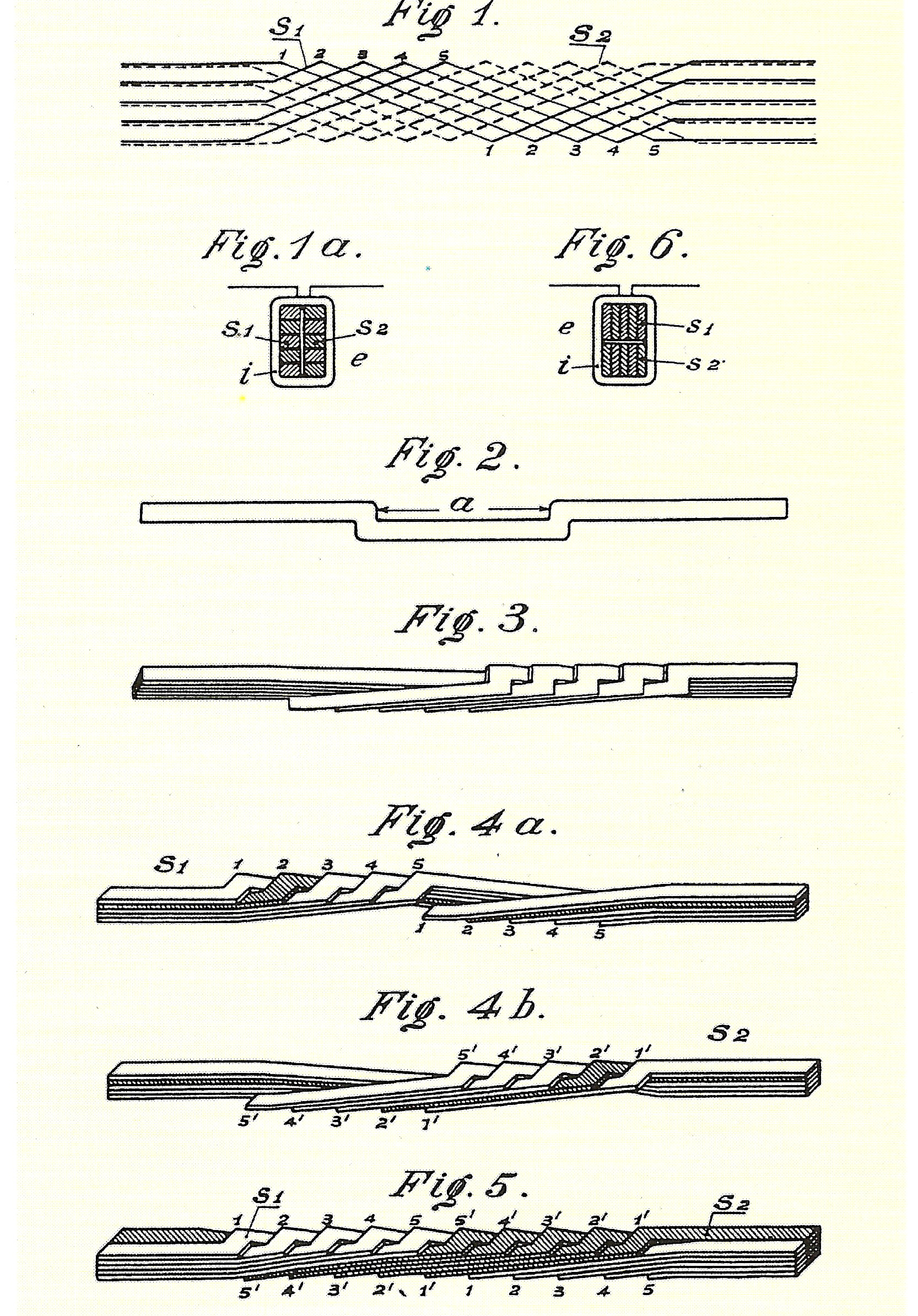
Roebel-Patent von 1912

Roebel erhielt am 11. Juli 1933 von der Technischen Hochschule der Freien Stadt Danzig unter dem Rektorat von Prof. Dr. Heuser „In Anerkennung seiner hervorragenden Verdienste um die Entwicklung des Elektromaschinenbaus auf verschiedenen Teilgebieten, im Besonderen durch die Erfindung des nach ihm benannten Kunststabes zur Vermeidung von Wirbelstromverlusten“ die Würde eines Doktor-Ingenieur ehrenhalber (Dr.-Ing. E. h.).
Bis zu Ludwig Roebels Erfindung wurden die Statorwicklungen der Wechselstromgeneratoren mit Stäben aus massivem Kupfer versehen. Trotz Vergrößerung des Kupferquerschnitts bei den Generatoren ließ sich dabei der Strom (und damit die Leistung) nicht im selben Maß steigern. Aufgrund der magnetischen Streufelder kam es zu Wirbelströmen und zur Stromverdrängung im Stab, so dass nicht der gesamte Kupferquerschnitt vom Strom durchflossen wurde. Wollte man also die Leistung erhöhen, musste man überproportional mehr Material einsetzen, und dennoch wurden diese Maschinen oft zu warm. Daher war es kaum möglich, Generatoren mit mehr als 10 bis 20 MW zu bauen.
Dank der Idee von Roebel, den Stab aus mehreren untereinander isolierten Teilleitern aufzubauen, die miteinander verflochten werden, gleichen sich die Wirkungen der magnetischen Streufelder auf den Stab aus und der gesamte Kupferquerschnitt wird nahezu gleichmäßig genutzt. Erst mit dieser Erfindung konnten nun größere Generatoren gebaut werden. 1912 wurde seine Erfindung patentiert. (Auszug aus der Patentschrift: „.. ein Leiter für elektrische Maschinen, welcher aus zwei oder mehr Gruppen von flachen Teilleitern besteht, ... die mit Hilfe von Kröpfungen ... miteinander verflochten und verdrillt sind, so daß ... in allen parallel geschalteten Teilleitern gleiche elektromotorische Kräfte induziert und Wirbelströme vermieden werden“.) Jede Firma, die danach große Wechsel- und Drehstromgeneratoren bauen wollte, musste somit an BBC Lizenzgebühren zahlen. Deshalb wird der in der Technik international geläufige Begriff „Roebelstab“ bei Roebels erstem Arbeitgeber bis heute ungern benutzt, man spricht dort von „verflochtenem Teilleiterstab“ oder wählt dessen englische Übersetzung. Roebels Erfindung ist bis heute Grundlage aller Wicklungen von großen Drehstromgeneratoren oder -motoren; sie ist im Alltag jedoch kaum bekannt. Heute werden damit im Generatorenbau Leistungen bis über 1.600 MW je Einheit erreicht.
Das frühere BBC/ABB-Generatorenwerk in Mannheim-Käfertal gehörte später zum Alstom-Konzern und wurde im Frühjahr 2008 geschlossen.